# Arachnothryx lineolata
Arachnothryx lineolata är en måreväxtart som beskrevs av Attila L. Borhidi. Arachnothryx lineolata ingår i släktet Arachnothryx och familjen måreväxter. Inga underarter finns listade i Catalogue of Life.